# 北海道立総合研究機構農業研究本部畜産試験場
地方独立行政法人北海道立総合研究機構農業研究本部畜産試験場（ちほうどくりつぎょうせいほうじんほっかいどうりつそうごうけんきゅうきこうのうぎょうけんきゅうほんぶちくさんしけんじょう）は、北海道内の農業（畜産）に関する試験研究等を行うために設置された、地方独立行政法人北海道立総合研究機構の試験研究機関である。

## 所在地
北海道上川郡新得町字新得西5線39-1

## 概要
地方独立行政法人北海道立総合研究機構が設置する農業試験研究機関であり、畜産の試験研究に重点をおき、北海道全域を対象とした試験研究を担当する。北海道に存在する農業試験研究機関の中では最も歴史が古く、その前身は開拓使時代の1876年に発足した真駒内牧牛場に由来する。

## 沿革
- 1876年 - 北海道開拓使により、真駒内牧牛場が札幌郡平岸村（現：札幌市南区真駒内）に設置される。
- 1886年 - 真駒内種畜場に改称される。
- 1893年 - 北海道庁種畜場に改称される。
- 1936年 - 北海道農事試験場に畜産部が新設され、北海道庁種畜場に付置される。
- 1942年 - 北海道農業試験場畜産部に改称される。
- 1946年 - 用地が進駐軍に接収される。
- 1947年 - 上川郡新得町に移転する。
- 1950年 - 北海道立種畜場となる。
- 1958年 - 北海道立新得種畜場に改称される。
- 1962年 - 北海道立新得畜産試験場に改称され、大家畜の試験研究機関として発足する。
- 2000年 - 北海道立滝川畜産試験場と統合し、北海道立畜産試験場に改称される。新得を本場とし、滝川に試験地をおく。
- 2010年 - 滝川試験地を廃止する。地方独立行政法人北海道立総合研究機構の設立により北海道から移管され、名称を「地方独立行政法人北海道立総合研究機構農業研究本部畜産試験場」と改める。

## 育成品種
牛
深晴波（黒毛和種）
勝早桜５（黒毛和種）
豚
ハマナスW2（大ヨークシャー種）
鶏
北海地鶏II（肉用鶏）